# Ferulago phialocarpa
Ferulago phialocarpa är en flockblommig växtart som beskrevs av Karl Heinz Rechinger och Harald Harold Udo von Riedl. Ferulago phialocarpa ingår i släktet Ferulago och familjen flockblommiga växter. Inga underarter finns listade i Catalogue of Life.